# Dissomorphia australiaria
Espèce
Dissomorphia australiaria est un insecte lépidoptère de la famille des Geometridae vivant en Australie.